# Wahlen zum Senat der Vereinigten Staaten 1808 und 1809
Die Wahlen zum Senat der Vereinigten Staaten 1808 und 1809 zum 11. Kongress der Vereinigten Staaten fanden zu verschiedenen Zeitpunkten statt. Die Wahlen fanden parallel zur Präsidentschaftswahl 1808 statt, in der James Madison zum ersten Mal gewählt wurde. Vor der Verabschiedung des 17. Zusatzartikels wurden die Senatoren nicht direkt gewählt, sondern von den Parlamenten der Bundesstaaten bestimmt.
Zur Wahl standen die 12 Sitze der Senatoren der Klasse I, die 1802 und 1803 für eine Amtszeit von sechs Jahren gewählt worden waren. Von diesen gehörten neun der Republikanischen Partei (heute meist Demokraten-Republikaner genannt) an, drei der Föderalistischen Partei. Drei nicht wiedergewählte Senatoren aus Massachusetts, Ohio und Pennsylvania traten kurz vor Ende des 10. Kongresses zurück, für die verbleibenden Amtszeiten wurden ihre Nachfolger gewählt. John Quincy Adams, der Sohn des föderalistischen Präsidenten John Adams und selbst späterer Präsident, hatte wegen seiner Unterstützung des Embargo Act von Präsident Thomas Jefferson mit seiner Partei gebrochen, sein Nachfolger war Föderalist. Jeweils zwei Föderalisten und zwei Republikaner wurden wiedergewählt. Ein bisher von den Republikanern gehaltener Sitz ging an die Föderalisten, zwei weitere waren kurzzeitig vakant, da die rechtzeitige Wahl versäumt worden war. In beiden Fällen wurden die bisherigen Amtsinhaber zu Senatoren ernannt und später durch Wahl bestätigt. Damit nahm die Mehrheit der Republikaner von 28 zu 6 auf 27 zu 7 ab. Außer den beiden verspäteten Wahlen in Maryland und Tennessee waren Nachwahlen wegen Rücktritt oder Tod der Amtsinhaber in Georgia, New Jersey, Ohio, Rhode Island sowie für den zweiten Senatssitz Tennessees nötig. In allen Fällen wurden die Sitze von den Parteien gehalten, so dass sich keine Änderung der Mehrheitsverhältnisse ergab.
Die Wahlen zum 12. Kongress waren eigentlich erst 1810 oder 1811 fällig, trotzdem wählte das Parlament von Tennessee seinen Senator der Klasse II bereits im Oktober 1809.

## Ergebnisse

### Wahlen während des 10. Kongresses
Die Gewinner dieser Wahlen wurden vor dem 4. März 1809 in den Senat aufgenommen, also während des 10. Kongresses.
| Staat         | Amtierender Senator | Partei                    | Nachwahl | Datum             | Ergebnis                   | Neuer Senator |
| ------------- | ------------------- | ------------------------- | -------- | ----------------- | -------------------------- | ------------- |
| Massachusetts | John Quincy Adams   | Föderalist (Republikaner) | Klasse I | 8. Juni 1808      | von Föderalisten gehalten  | James Lloyd   |
| Ohio          | John Smith          | Republikaner              | Klasse I | 10. Dezember 1808 | von Republikanern gehalten | Return Meigs  |
| Pennsylvania  | Samuel Maclay       | Republikaner              | Klasse I | 9. Januar 1809    | von Republikanern gehalten | Michael Leib  |

- Republikaner bezeichnet Angehörige der heute meist als Demokratisch-Republikanische Partei oder Jeffersonian Republicans bezeichneten Partei.

### Wahlen zum 11. Kongress
Die Gewinner dieser Wahlen wurden am 4. März 1809 in den Senat aufgenommen, also bei Zusammentritt des 11. Kongresses. Alle Sitze dieser Senatoren gehören zur Klasse I.
| Staat         | Amtierender Senator    | Partei                    | Datum             | Ergebnis                   | Neuer Senator     |
| ------------- | ---------------------- | ------------------------- | ----------------- | -------------------------- | ----------------- |
| Connecticut   | James Hillhouse        | Föderalist                | 1809              | wiedergewählt              | James Hillhouse   |
| Delaware      | Samuel White           | Föderalist                | 11. Januar 1809   | wiedergewählt              | Samuel White      |
| Maryland      | Samuel Smith           | Republikaner              | Wahl versäumt     | Verlust Republikaner       | vakant            |
| Massachusetts | John Quincy Adams      | Föderalist (Republikaner) | 3. Juni 1808      | von Föderalisten gehalten  | James Lloyd       |
| New Jersey    | John Condit            | Republikaner              | 3. November 1808  | von Republikanern gehalten | John Lambert      |
| New York      | Samuel Latham Mitchill | Republikaner              | 7. Februar 1809   | von Republikanern gehalten | Obadiah German    |
| Ohio          | John Smith             | Republikaner              | 10. Dezember 1808 | von Republikanern gehalten | Return Meigs      |
| Pennsylvania  | Michael Leib           | Republikaner              | Dezember 1808     | wiedergewählt              | Michael Leib      |
| Rhode Island  | Benjamin Howland       | Republikaner              | November 1808     | Zugewinn Föderalisten      | Francis Malbone   |
| Tennessee     | Joseph Anderson        | Republikaner              | Wahl versäumt     | Verlust Republikaner       | vakant            |
| Vermont       | Jonathan Robinson      | Republikaner              | 20. Oktober 1808  | wiedergewählt              | Jonathan Robinson |
| Virginia      | Andrew Moore           | Republikaner              | 1809              | von Republikanern gehalten | Richard Brent     |

- Republikaner bezeichnet Angehörige der heute meist als Demokratisch-Republikanische Partei oder Jeffersonian Republicans bezeichneten Partei.
- wiedergewählt: ein gewählter Amtsinhaber wurde wiedergewählt.

### Wahlen während des 11. Kongresses
Die Gewinner dieser Wahlen wurden nach dem 4. März 1809 in den Senat aufgenommen, also während des 11. Kongresses. In Tennessee fand 1809 zusätzlich eine vorzeitige Wahl zum 12. Kongress statt.
| Staat        | Amtierender Senator       | Partei       | Nachwahl   | Datum             | Ergebnis                   | Neuer Senator           |
| ------------ | ------------------------- | ------------ | ---------- | ----------------- | -------------------------- | ----------------------- |
| Georgia      | John Milledge             | Republikaner | Klasse III | 20. November 1809 | von Republikanern gehalten | Charles Tait            |
| Maryland     | Samuel Smith, ernannt     | Republikaner | Klasse I   | 15. November 1809 | bestätigt                  | Samuel Smith            |
| New Jersey   | John Condit, ernannt      | Republikaner | Klasse II  | 2. November 1809  | bestätigt                  | John Condit             |
| Ohio         | Stanley Griswold, ernannt | Republikaner | Klasse III | 12. Dezember 1809 | von Republikanern gehalten | Alexander Campbell      |
| Rhode Island | Francis Malbone           | Föderalist   | Klasse I   | 23. Juni 1809     | von Föderalisten gehalten  | Christopher G. Champlin |
| Tennessee    | Joseph Anderson, ernannt  | Republikaner | Klasse I   | 11. April 1809    | bestätigt                  | Joseph Anderson         |
| Tennessee    | Daniel Smith              | Republikaner | Klasse II  | 11. April 1809    | von Republikanern gehalten | Jenkin Whiteside        |
| Tennessee    | Jenkin Whiteside          | Republikaner | Klasse II  | 28. Oktober 1809  | (zu früh) wiedergewählt    | Jenkin Whiteside        |

- Republikaner bezeichnet Angehörige der heute meist als Demokratisch-Republikanische Partei oder Jeffersonian Republicans bezeichneten Partei.
- ernannt: Senator wurde vom Gouverneur als Ersatz für einen ausgeschiedenen Senator ernannt, Nachwahl nötig.
- wiedergewählt: ein gewählter Amtsinhaber wurde wiedergewählt.
- bestätigt: ein als Ersatz für einen ausgeschiedenen Senator ernannter Amtsinhaber wurde bestätigt.

## Einzelstaaten
In allen Staaten wurden die Senatoren durch die Parlamente gewählt, wie durch die Verfassung der Vereinigten Staaten vor der Verabschiedung des 17. Zusatzartikels vorgesehen. Das Wahlverfahren bestimmten die Staaten selbst, war daher von Staat zu Staat unterschiedlich. Teilweise ergibt sich aus den Quellen nur, wer gewählt wurde, aber nicht wie.
Parteien im modernen Sinne gab es zwar nicht, aber die meisten Politiker der jungen Vereinigten Staaten lassen sich im First Party System der Föderalistischen Partei zuordnen oder der Republikanischen Partei, die zur Unterscheidung von der 1854 gegründeten Grand Old Party meist als Demokratisch-Republikanische Partei oder Jeffersonian Republicans bezeichnet wird.

### Connecticut
Der Föderalist James Hillhouse, Senator für Connecticut seit 1796, wurde 1809 wiedergewählt.

### Delaware
Der Föderalist Samuel White, Senator für Delaware seit 1801, wurde am 11. Januar 1809 wiedergewählt. Er erhielt 17 Stimmen, der Republikaner Andrew Gray erhielt 10 Stimmen. White starb am 4. November 1809, sein Sitz blieb bis zum 12. Januar 1810 vakant, als Outerbridge Horsey zu seinem Nachfolger gewählt wurde.

### Georgia
Der Republikaner John Milledge, Klasse-III-Senator für Georgia seit 1806, trat am 14. November 1809 zurück. Sein Nachfolger wurde am 20. November 1809 gewählt. Charles Tait erhielt bereits im ersten Wahlgang mit 40 Stimmen die Mehrheit, während Elijah Clarke 32 Stimmen und Thomas Flournoy 31 Stimmen erhielt. Da dies nicht die absolute Mehrheit war, waren ein zweiter und ein dritter Wahlgang nötig. Im zweiten Wahlgang erhielt Tait 48 Stimmen, Clarke 35 und Flournoy 20, im dritten Wahlgang hatte Tait mit 52 Stimmen die erforderliche Mehrheit, Clarke und Flournoy erhielten 40 bzw. 11 Stimmen. Charles Taite war wie sein Vorgänger Republikaner.

### Maryland
Die Amtszeit des Republikaners Samuel Smith, Senator für Maryland seit 1803, hatte eigentlich am 3. März 1809 geendet, ohne dass das Parlament des Staates einen Nachfolger gewählt hatte. Der Gouverneur ernannte Smith daher zu seinem eigenen Nachfolger. Smith richtete eine Anfrage an den Senat, ob seine Amtszeit automatisch mit der nächsten regulären Sitzung des Staatsparlaments am 5. Juni beendet sein solle oder ob er so lange im Amt bleiben solle, bis ein Nachfolger gewählt sei. Letzteres wurde zugestanden, so dass Smith während der ersten regulären Sitzung des 11. Kongresses, die vom 22. Mai bis zum 28. Juni 1809 dauerte, sein Mandat ausüben konnte. Im House of Delegates wurde der Föderalist John Eager Howard, der von 1796 bis 1803 bereits Senator gewesen war, mit 41 gegen 35 Stimmen gewählt. Der Senat von Maryland verweigerte Howard jedoch seine Zustimmung, so dass Smith im Amt blieb. Am 14. November fand eine weitere Abstimmung in einer gemeinsamen Sitzung beider Kammern des Parlaments statt, nachdem das House of Delegates neu gewählt worden war. Diesmal erhielt Howard nur 29 Stimmen, die Föderalisten John Thomson Mason, John H. Nicholson und Benjamin Stoddert erhielten jeweils eine Stimme, ein Abgeordneter enthielt sich. Samuel Smith wurde mit 53 Stimmen wiedergewählt.

### Massachusetts
Der Republikaner John Quincy Adams, der 1803 als Föderalist zum Senator für Massachusetts gewählt worden war, hatte wegen des Embargo Act, den er entgegen der Parteilinie unterstützte, mit seiner Partei gebrochen. Das Parlament des Staates wählte deshalb bereits am 3. Juni 1808 den Föderalisten James Lloyd zu seinem Nachfolger. Lloyd erhielt 248 Stimmen, Adams erhielt nur 213 Stimmen, eine Stimme ging an Laban Wheaton. Fünf Tage später, am 8. Juni, trat Adams zurück. Daraufhin wurde Lloyd auch für die verbleibende Amtszeit gewählt. Er erhielt bei dieser Wahl 19 Stimmen im Senat, 160 im Repräsentantenhaus. Der Republikaner William Gray 14 Stimmen im Senat und 113 Stimmen im Repräsentantenhaus.

### New Jersey
Der Republikaner John Condit, Senator für New Jersey seit 1803, war nicht zur Wiederwahl nominiert worden. Im zweiten Wahlgang wurde der Republikaner John Lambert zu seinem Nachfolger gewählt. Lambert erhielt in der gemeinsamen Sitzung beider Häuser des Parlaments 27 Stimmen, 23 Stimmen gingen an den föderalistischen Revolutionsgeneral John Doughty, der im ersten Wahlgang noch geführt hatte, drei Stimmen an den Republikaner Ebenezer Elmer.
Aaron Kitchell, Klasse-II-Senator seit 1805, trat am 12. März 1809 zurück, kurz nach der konstituierenden Sitzung des 11. Kongresses. Zu seinem Nachfolger wurde der gerade ausgeschiedene Klasse-I-Senator John Condit ernannt. Condit wurde in diesem Amt am 2. November 1809 vom Parlament ohne Gegenkandidaten bestätigt.

### New York
Der Republikaner Samuel Latham Mitchill, Senator für New York seit 1804, trat zwar zur Wiederwahl an, wurde aber von seiner Partei nicht unterstützt. Diese hatte Obadiah German nominiert, die Föderalisten David Brooks. Die Wahl fand am 7. Februar 1809 statt. Mitchill erhielt nur sieben Stimmen in der Assembly und neun Stimmen im Senat, Brooks erhielt 42 Stimmen in der Assembly und nur eine im Senat. Sieger war Obadiah German mit 49 Stimmen in der Assembly und 16 Stimmen im Senat.

### Ohio
Der Republikaner John Smith, einer der beiden ersten Senatoren für Ohio seit 1803, war beschuldigt worden, an der Burr conspiracy des früheren Vizepräsidenten Aaron Burr beteiligt gewesen zu sein. Ein Senatsausschuss unter Führung von John Quincy Adams forderte seinen Ausschluss aus dem Senat. Die hierfür nötige Zweidrittelmehrheit wurde um eine Stimme verfehlt, was Smith zu Anlass nahm, am 25. April 1808 von sich aus zurückzutreten. Am 10. Dezember 1808 wurde der Republikaner Return Meigs zu seinem Nachfolger gewählt, sowohl für den Rest der laufenden als auch für die folgende Amtszeit. In der Nachwahl erhielt Meigs 43 Stimmen, 22 Stimmen gingen an Nathaniel Massie, drei an Alexander Campbell und zwei an James Pritchard. In der regulären Wahl erhielt Meigs 49 Stimmen, Campbell erhielt 17, Pritchard vier.
Der Republikaner Edward Tiffin, Klasse-III-Senator seit 1807, trat am 3. März 1809 zurück. Zu seinem Nachfolger wurde Stanley Griswold ernannt, der das Mandat vom 18. Mai bis zum 11. Dezember 1809 ausübte. Für die verbleibende Amtszeit von Tiffin bis zum 3. März 1813 wurde Alexander Campbell gewählt, der im Jahr vorher vergeblich für den Klasse-I-Sitz kandidiert hatte. Er erhielt 38 Stimmen, Richard S. Thompson erhielt 29 Stimmen, David Findlay, James Pritchard und Thomas Worthington jeweils eine.

### Pennsylvania
Der Republikaner Samuel Maclay, Senator für Pennsylvania seit 1803, war ein Gegner des Embargo Act und machte sich daher keine Hoffnung auf eine Wiederwahl. Kurz vor Ende der Amtszeit trat er am 4. Januar 1809 zurück. Im Dezember wurde sein Nachfolger für die neue Amtszeit gewählt. Der Republikaner Michael Leib wurde mit 71 Stimmen im Repräsentantenhaus und 19 Stimmen im Senat gewählt. 18 Stimmen im Repräsentantenhaus und sechs Stimmen im Senat gingen an den Kandidaten der Föderalisten George Latimer, fünf Stimmen im Haus und sechs im Senat gingen an Lohn D. Coxe (möglicherweise John Redman Coxe?). Durch Maclays Rücktritt wurde eine weitere Abstimmung nötig, um einen Nachfolger für den verbleibenden Rest seiner Amtszeit zu bestimmen. Diese gewann Michael Leib ebenfalls, er erhielt 67 Stimmen im Repräsentantenhaus und 22 im Senat. George Latimer erhielt diesmal zehn Stimmen im Haus, zwei im Senat, Coxe drei bzw. eine. Der Föderalist Joseph Hemphill erhielt acht Stimmen im Haus und drei im Senat, der Republikaner William Jones erhielt jeweils zwei Stimmen in beiden Häusern des Parlaments.

### Rhode Island
Der Republikaner Benjamin Howland, Senator für Rhode Island seit 1804, trat nicht zur Wiederwahl an. Zur Wahl am 5. November 1808 kandidierten Francis Malbone für die Föderalisten und Nathaniel Hazard für die Republikaner. Malbone wurde mit sechs Stimmen Mehrheit gewählt. Francis Malbone starb am 4. Juni 1809 auf den Stufen des Kapitols. Am 23. Juni 1809 wurde Christopher G. Champlin ohne Gegenkandidat zu seinem Nachfolger gewählt. Der ehemalige Abgeordnete im Repräsentantenhaus der Vereinigten Staaten war wie Malbone Föderalist.

### Tennessee
Die Amtszeit des Republikaners Joseph Anderson, Senator für Tennessee seit 1797, lief eigentlich am 3. März 1809 aus. Da das Parlament des Staates noch nicht gewählt hatte, wurde Anderson vom Gouverneur zum Senator ernannt. Der Republikaner Daniel Smith, Klasse-II-Senator von 1798 bis 1799 und seit 1805, trat am 31. März 1809 zurück. Dadurch musste das Parlament beide Senatssitze neu besetzen. Anderson erhielt 23 Stimmen, John Sevier, der seit der Aufnahme Tennessees mit zweijähriger Unterbrechung Gouverneur gewesen war und als solcher nicht mehr kandidieren durfte, erhielt 16 Stimmen. Die Abstimmung für die verbleibenden zwei Jahre des Klasse-II-Sitzes gewann Jenkin Whiteside mit 22 Stimmen. 16 Stimmen gingen an den General James Winchester, eine an John Sevier. Whitesides Amtszeit endete zwar erst 1811, aber das Parlament wählte ihn bereits am 28. Oktober 1809 ohne Gegenkandidaten mit 39 Stimmen erneut. Whiteside war wie Anderson und die anderen Kandidaten Republikaner.

### Vermont
Der Republikaner Jonathan Robinson, Senator für Vermont seit 1807, erhielt im Oktober eine Mehrheit im Repräsentantenhaus, der Gouverneur und sein Council, die Vorläufer des Senats, entschieden sich aber für den Föderalisten Daniel Chipman. Dadurch musste eine Entscheidung in einer gemeinsamen Versammlung fallen. Hier erhielt Robinson 109 Stimmen und war damit wiedergewählt. Chipman erhielt 97 Stimmen, weitere drei Stimmen gingen an andere Kandidaten.

### Virginia
Der Republikaner Andrew Moore, Senator für Virginia seit 1804, verzichtete auf eine Kandidatur für eine weitere Amtszeit. Zu seinem Nachfolger wurde Richard Brent gewählt. Er hatte keinen Gegenkandidaten. Brent war wie Moore Republikaner.